# Leipoldtia laxa
Leipoldtia laxa är en isörtsväxtart som beskrevs av L. Bol. Leipoldtia laxa ingår i släktet Leipoldtia och familjen isörtsväxter. Inga underarter finns listade i Catalogue of Life.